# Champion of Champions 2015
Das Dafabet Champion of Champions 2015 war ein Snooker-Einladungsturnier, welches vom 10. bis zum 15. November 2015 in der Ricoh Arena in der englischen Stadt Coventry ausgetragen wurde. Seit der Neuauflage 2013 hat Ronnie O’Sullivan diesen Wettbewerb zweimal gewonnen. Er sagte jedoch seine Teilnahme ab. Nach ihm war der zweifache Turniersieger und Weltranglistenerste Mark Selby der topgesetzte Spieler, der in Runde 1 gegen den Schotten Stephen Maguire mit 1:4 ausschied.
Im Finale setzte sich der Australier Neil Robertson mit 10:5 gegen den Nordiren Mark Allen durch und spielte zudem mit 144 Punkten gegen Joe Perry das höchste Break des Turniers.

## Preisgeld
Die Prämien für die Achtelfinalisten wurden gegenüber dem Vorjahr von 5000 £ auf 7500 £ und für die Halbfinalisten von 20.000 £ auf 25.000 £ erhöht.
|                 | Preisgeld |
| --------------- | --------- |
| Sieger          | 100.000 £ |
| Finalist        | 50.000 £  |
| Halbfinalist    | 25.000 £  |
| Viertelfinalist | 10.000 £  |
| Achtelfinalist  | 7.500 £   |
| Insgesamt       | 300.000 £ |

## Teilnehmer
Nach der Absage von Ronnie O’Sullivan, der Nummer eins der ursprünglichen Setzliste, rückte John Higgins auf den freien Platz nach. Die gesetzten Spieler und die acht weiteren Teilnehmer für das Turnier sind, wobei sich Mark Allen erst in letzter Minute durch seinen Sieg bei den Bulgarian Open 2015 qualifizierte:
| Setzplatz | Spieler         | qualifiziert als                                                                                        |
| --------- | --------------- | --- |
| 2         | Mark Selby      | Sieger des German Masters 2015 und der China Open 2015                                                  |
| 3         | Stuart Bingham  | amtierender Weltmeister und Gewinner der Championship League 2015                                       |
| 4         | Neil Robertson  | Sieger der Gdynia Open 2015                                                                             |
| 5         | Shaun Murphy    | Masters-Sieger 2015 und Gewinner der Ruhr Open 2014                                                     |
| 6         | Judd Trump      | Sieger des World Grand Prix 2015                                                                        |
| 7         | Barry Hawkins   | Sieger der Riga Open 2015                                                                               |
| 8         | Joe Perry       | Sieger der PTC Grand Finals und der Xuzhou Open 2015                                                    |
| (*)       | John Higgins    | Sieger der Welsh Open 2015, der Australian Goldfields Open 2015 und der International Championship 2015 |
| –         | Michael White   | Sieger der Indian Open 2015 und des Snooker Shoot-Out 2015                                              |
| –         | Kyren Wilson    | Sieger des Shanghai Masters 2015                                                                        |
| –         | Zhou Yuelong    | Sieger des World Cup 2015 im Team mit Yan Bingtao                                                       |
| –         | Yan Bingtao     | Sieger des World Cup 2015 im Team mit Zhou Yuelong                                                      |
| –         | Stephen Maguire | Sieger der Lisbon Open 2014                                                                             |
| –         | Ali Carter      | Sieger des Paul Hunter Classic 2015                                                                     |
| –         | Rory McLeod     | Sieger der Ruhr Open 2015                                                                               |
| –         | Mark Allen      | Sieger der Bulgarian Open 2015                                                                          |

* John Higgins wurde nachträglich gesetzt, eine Setznummer wurde offiziell nicht vergeben

## Turnierverlauf

### Gruppenphase
Die sogenannte Gruppenphase (Achtel- und Viertelfinale) begann am 10. November mit der Gruppe des amtierenden Weltmeisters Stuart Bingham. An jedem der folgenden drei Tage spielt dann eine andere Gruppe.
Am ersten Tag gab es bereits zwei Überraschungen, als beide gesetzte Spieler ihr Auftaktmatch verloren. Weltmeister Stuart Bingham konnte zum wiederholten Mal in dieser Saison eine 3:1-Führung nicht nutzen und verlor drei Frames in Folge gegen Team-Weltcup-Sieger Zhou Yuelong. Judd Trump konnte gegen Kyren Wilson zweimal ausgleichen, verlor dann aber zwei Frames in Folge. Im Gruppenfinale hatte Zhou den besseren Start, dann gewann aber Wilson drei Frames in Folge und gab die Führung nicht mehr ab.
In der zweiten Gruppe setzte sich die Routine durch. John Higgins mit 40 und Joe Perry mit 41 Jahren spielten um den Gruppensieg. Beim Stand von 3:4 konnte John Higgins eine Vorentscheidung abwenden und stattdessen selbst wieder in Führung gehen. Doch es kam zum Entscheidungsframe, den Joe Perry überzeugend gewann. Es war erst sein zweiter Sieg über den Schotten im zehnten Aufeinandertreffen.
Am dritten Tag gab es wieder eine Überraschung: Auch der zweite Team-Weltcup-Sieger Yan Bingtao gewann sein Auftaktspiel gegen einen Topspieler. Shaun Murphy, Nummer 4 der Weltrangliste, ging zwar zweimal in Führung, der Chinese glich aber jeweils umgehend wieder aus und holte sich schließlich zwei Frames in Folge zum 4:2-Sieg. Ein glatter Sieg mit 4:0 gelang Neil Robertson gegen Rory McLeod, der nie ins Spiel fand. Im Viertelfinale hatte Yan zwar den besseren Start, Robertson gewann anschließend aber vier Frames in Folge. Auch wenn der erst 15-jährige Nachwuchsspieler noch einmal den Anschluss schaffte, spielte der Australier souverän seinen 6:3-Sieg heraus.
Die vierte Gruppe war dann wieder die Gruppe der Außenseiter. Stephen Maguire startete gegen den Weltranglistenersten Mark Selby gleich mit dem bis dahin höchsten Turnierbreak von 134 Punkten und nutzte den Schwung bis zur vorentscheidenden 3:0-Führung. Ein Framegewinn gelang Selby noch, dann machte der Schotte den Sieg perfekt. Mark Allen, der sich in der Vorwoche durch den Sieg bei den Bulgarian Open als Letzter qualifiziert hatte, besiegte nach wechselhaftem Beginn Barry Hawkins mit 4:2. Im Gruppenfinale hatte er dann in den ersten drei Frames jeweils das bessere Ende für sich. Als Maguire dann im vierten Frame ein Break von 68 Punkten nicht reichte und der Nordire den Frame mit 69 Punkten noch stehlen konnte, war die Vorentscheidung gefallen. Maguire kam zwar mit Entschlossenheit aus der Pause und konterte mit einem Century-Break. Aber ihm gelang nur noch ein Framegewinn und Allen beschloss das Match mit einem weiteren Century zum 6:2.

### Halbfinale
Neil Robertson und Joe Perry, die sich als Trainingspartner gut kannten, bestritten das erste Halbfinale am Nachmittag. Nach umkämpftem Beginn gelang dem Australier im vierten Frame ein 144er-Break zur 3:1-Führung. Perry gelang es, sich zum 4:4 zurückzukämpfen. Doch in den beiden folgenden Frames gelangen Robertson die entscheidenden Breaks und er zog mit 6:4 ins Finale ein. Er erreichte erstmals das Turnierfinale, nachdem er die beiden Male zuvor jeweils im Halbfinale ausgeschieden war.
Auch für Mark Allen war es die dritte Turnierteilnahme in Folge, er stand jedoch erstmals im Halbfinale. Für den 23-jährigen Kyren Wilson war es das erste Champions-Turnier und er ging auch im zweiten Halbfinalspiel mit 1:0 in Führung. Doch danach gelangen Mark Allen vier Siege in Folge. Eine schwächere Phase des Nordiren nutzte Wilson zum 3:4-Anschluss, bevor Allen mit zwei Framegewinnen den Finaleinzug perfekt machte.

## Turnierplan
Die Ergebnisse in der Gesamtübersicht:

|  | Achtelfinale Best of 7 Frames | Achtelfinale Best of 7 Frames | Achtelfinale Best of 7 Frames |                 |                | Viertelfinale Best of 11 Frames | Viertelfinale Best of 11 Frames | Viertelfinale Best of 11 Frames |  |  | Halbfinale Best of 11 Frames | Halbfinale Best of 11 Frames | Halbfinale Best of 11 Frames |  |  | Finale Best of 19 Frames | Finale Best of 19 Frames | Finale Best of 19 Frames |
|  |                               |                               |                               |                 |                |                                 |                                 |                                 |  |  |                              |                              |                              |  |  |                          |                          |                          |
|  | –                             | John Higgins                  | 4                             |                 |                |                                 |                                 |                                 |  |  |                              |                              |                              |  |  |                          |                          |                          |
|  |                               | Ali Carter                    | 2                             |                 |                |                                 |                                 |                                 |  |  |                              |                              |                              |  |  |                          |                          |                          |
|  | –                             | Ali Carter                    | 2                             | John Higgins    | 5              |                                 |                                 |                                 |  |  |                              |                              |                              |  |  |                          |                          |                          |
|  | –                             |                               |                               |                 | 5              |                                 |                                 |                                 |  |  |                              |                              |                              |  |  |                          |                          |                          |
|  |                               |                               | 8                             | Joe Perry       | 6              |                                 |                                 |                                 |  |  |                              |                              |                              |  |  |                          |                          |                          |
|  | 8                             | Joe Perry                     | 8                             | Joe Perry       | 6              | 4                               |                                 |                                 |  |  |                              |                              |                              |  |  |                          |                          |                          |
|  | 8                             | Joe Perry                     |                               |                 |                | 4                               |                                 |                                 |  |  |                              |                              |                              |  |  |                          |                          |                          |
|  |                               | Michael White                 | 2                             |                 |                |                                 |                                 |                                 |  |  |                              |                              |                              |  |  |                          |                          |                          |
|  | 8                             | Michael White                 | 2                             | Joe Perry       | 4              |                                 |                                 |                                 |  |  |                              |                              |                              |  |  |                          |                          |                          |
|  | 8                             |                               |                               |                 | 4              |                                 |                                 |                                 |  |  |                              |                              |                              |  |  |                          |                          |                          |
|  |                               | 4                             | Neil Robertson                | 6               |                |                                 |                                 |                                 |  |  |                              |                              |                              |  |  |                          |                          |                          |
|  | 4                             | 4                             | Neil Robertson                | 6               | Neil Robertson | 4                               |                                 |                                 |  |  |                              |                              |                              |  |  |                          |                          |                          |
|  | 4                             |                               |                               |                 | Neil Robertson | 4                               |                                 |                                 |  |  |                              |                              |                              |  |  |                          |                          |                          |
|  |                               | Rory McLeod                   | 0                             |                 |                |                                 |                                 |                                 |  |  |                              |                              |                              |  |  |                          |                          |                          |
|  | 4                             | Rory McLeod                   | 0                             | Neil Robertson  | 6              |                                 |                                 |                                 |  |  |                              |                              |                              |  |  |                          |                          |                          |
|  | 4                             |                               |                               |                 | 6              |                                 |                                 |                                 |  |  |                              |                              |                              |  |  |                          |                          |                          |
|  |                               |                               |                               | Yan Bingtao     | 3              |                                 |                                 |                                 |  |  |                              |                              |                              |  |  |                          |                          |                          |
|  | 5                             | Shaun Murphy                  | 2                             | Yan Bingtao     | 3              |                                 |                                 |                                 |  |  |                              |                              |                              |  |  |                          |                          |                          |
|  | 5                             | Shaun Murphy                  | 2                             |                 |                |                                 |                                 |                                 |  |  |                              |                              |                              |  |  |                          |                          |                          |
|  |                               | Yan Bingtao                   | 4                             |                 |                |                                 |                                 |                                 |  |  |                              |                              |                              |  |  |                          |                          |                          |
|  | 4                             | Yan Bingtao                   | 4                             | Neil Robertson  | 10             |                                 |                                 |                                 |  |  |                              |                              |                              |  |  |                          |                          |                          |
|  | 4                             |                               |                               |                 |                |                                 |                                 |                                 |  |  |                              |                              |                              |  |  |                          |                          |                          |
|  |                               |                               | Mark Allen                    | 5               |                |                                 |                                 |                                 |  |  |                              |                              |                              |  |  |                          |                          |                          |
|  | 2                             | Mark Selby                    | Mark Allen                    | 5               | 1              |                                 |                                 |                                 |  |  |                              |                              |                              |  |  |                          |                          |                          |
|  | 2                             | Mark Selby                    |                               |                 |                |                                 |                                 |                                 |  |  |                              |                              |                              |  |  |                          |                          |                          |
|  |                               | Stephen Maguire               | 4                             |                 |                |                                 |                                 |                                 |  |  |                              |                              |                              |  |  |                          |                          |                          |
|  |                               | Stephen Maguire               | 4                             | Stephen Maguire | 2              |                                 |                                 |                                 |  |  |                              |                              |                              |  |  |                          |                          |                          |
|  |                               |                               |                               | Stephen Maguire | 2              |                                 |                                 |                                 |  |  |                              |                              |                              |  |  |                          |                          |                          |
|  |                               |                               |                               | Mark Allen      | 6              |                                 |                                 |                                 |  |  |                              |                              |                              |  |  |                          |                          |                          |
|  | 7                             | Barry Hawkins                 | 2                             | Mark Allen      | 6              |                                 |                                 |                                 |  |  |                              |                              |                              |  |  |                          |                          |                          |
|  | 7                             | Barry Hawkins                 | 2                             |                 |                |                                 |                                 |                                 |  |  |                              |                              |                              |  |  |                          |                          |                          |
|  |                               | Mark Allen                    | 4                             |                 |                |                                 |                                 |                                 |  |  |                              |                              |                              |  |  |                          |                          |                          |
|  |                               | Mark Allen                    | 4                             | Mark Allen      | 6              |                                 |                                 |                                 |  |  |                              |                              |                              |  |  |                          |                          |                          |
|  |                               |                               |                               | Mark Allen      | 6              |                                 |                                 |                                 |  |  |                              |                              |                              |  |  |                          |                          |                          |
|  |                               |                               | Kyren Wilson                  | 3               |                |                                 |                                 |                                 |  |  |                              |                              |                              |  |  |                          |                          |                          |
|  | 3                             | Stuart Bingham                | Kyren Wilson                  | 3               | 3              |                                 |                                 |                                 |  |  |                              |                              |                              |  |  |                          |                          |                          |
|  | 3                             | Stuart Bingham                |                               |                 |                |                                 |                                 |                                 |  |  |                              |                              |                              |  |  |                          |                          |                          |
|  |                               | Zhou Yuelong                  | 4                             |                 |                |                                 |                                 |                                 |  |  |                              |                              |                              |  |  |                          |                          |                          |
|  |                               | Zhou Yuelong                  | 4                             | Zhou Yuelong    | 3              |                                 |                                 |                                 |  |  |                              |                              |                              |  |  |                          |                          |                          |
|  |                               |                               |                               | Zhou Yuelong    | 3              |                                 |                                 |                                 |  |  |                              |                              |                              |  |  |                          |                          |                          |
|  |                               |                               |                               | Kyren Wilson    | 6              |                                 |                                 |                                 |  |  |                              |                              |                              |  |  |                          |                          |                          |
|  | 6                             | Judd Trump                    | 2                             | Kyren Wilson    | 6              |                                 |                                 |                                 |  |  |                              |                              |                              |  |  |                          |                          |                          |
|  | 6                             | Judd Trump                    | 2                             |                 |                |                                 |                                 |                                 |  |  |                              |                              |                              |  |  |                          |                          |                          |
|  |                               | Kyren Wilson                  | 4                             |                 |                |                                 |                                 |                                 |  |  |                              |                              |                              |  |  |                          |                          |                          |

## Finalstatistik
Nach einem umkämpften ersten Spiel, das an Robertson ging, brachte Allen mit einem Century-Break das Finale ins Rollen. Es war aber Robertson, der danach mit langen Einsteigern und hohen Breaks, darunter ebenfalls ein Century, auf 4:1 davonzog. Den Vorsprung von drei Frames konnte er bis zum Ende der ersten Session verteidigen. Er hatte auch den besseren Start am Abend und gewann die ersten beiden Frames zur 8:3-Führung. Ein 54er-Break im zwölften Frame genügte dem Australier aber nicht und Mark Allen stahl den Frame noch auf die Farben. Als der Nordire danach noch sein zweites Century-Break folgen ließ, schien er noch einmal zurückkommen zu können. Doch im nächsten Frame gab es eine äußerst konfuse Stellung und kein Spieler konnte überhaupt einmal ein richtiges Break spielen. Es war schließlich Allen, der den entscheidenden Fehler beging und es Robertson erlaubte, die letzten Farben zu lochen. Auch der 15. Frame war eher unordentlich. Auch hier hatte der Australier das bessere Ende für sich und konnte zum 10:5 vollenden.
| Finale: Best of 19 Frames Schiedsrichter/in: Paul Collier Ricoh Arena, Coventry, England, 15. November 2015                                                                                         |                |            |
| Neil Robertson | 10:5           | Mark Allen |
| Nachmittagsspiele: 63:35, 20:107 (103), 97:6 (53), 133:0 (114), 69:20 (69), 45:57, 69:44 (59), 5:81 (60), 75:25 (71) Abendspiele: 86:0 (60), 76:35, 55:65 (54 Robertson), 0:112 (112), 46:38, 56:24 |                |            |
| 114 | Höchstes Break | 112        |
| 1 | Century-Breaks | 2          |
| 7 | 50+-Breaks     | 3          |

## Century-Breaks
Nach 20 bzw. 22 Century-Breaks in den Vorjahren wurden diesmal nur 14 Breaks von 100 oder mehr Punkten erzielt. Erneut war Neil Robertson einer der erfolgreichsten Spieler, übertroffen wurde er von Mark Allen, der 2 seiner 4 Centurys im Finale gegen ihn spielte.
| Neil Robertson  | 144, 114, 109 |
| Stephen Maguire | 134, 107      |
| Barry Hawkins   | 131           |
| Ali Carter      | 128, 124      |

| Mark Allen | 112, 105, 104, 103 |
| Joe Perry  | 112                |
| Judd Trump | 104                |